# Первов, Георгий Валериевич
Георгий Валериевич Первов, (родился 1 мая 1972 года, Москва) — российский фотограф, художник.

## Биография
Родился в 1972 году в Москве.
1985—1988 — Художественная школа № 5, Москва.
1987—1990 — учёба по специальности ювелир, Москва.
1996—1997 — учёба в Kunst und Medien Schule F+F Zurich, Switzerland.
1998—1999 — школа «Новые художественные стратегии» при ЦСИ и ИСИ Сороса Москва.
Участник многочисленных всероссийских и международных фото-выставок.
Стипендия в Cite Internanionale des Arts от мэрии Парижа, 2004 г. Стипендия Landeshauptstadt Dusseldorf Kulturamt 2005 год.
Создатель направления изобразительного искусства под названием «тоталреализм».

## Персональные выставки
- 2005 — «Георгий Первов». Gallery FF, Париж.
- 2008 — Георгий Первов «Двумирия» (Totalrealism) Музей архитектуры им. А. В. Щусева.

### Авторский альбом
- Георгий Первов «Пространство города», Издание Московский дом фотографии, Москва 2004 ISBN 5-93977-012-6

## Награды
- Приз конкурса «Серебряная камера 2012» в номинации «Лица» от Музея «Московский Дом Фотографии». (Закупка в коллекцию музея на 5000 EUR.) Март 2013 г.
- Гран-при конкурса «Серебряная камера 2011» в номинации «Архитектура»[3].
- Приз компании «Volkswagen» в номинации «Архитектура», конкурс МДФ «Серебряная камера 2008».
- Премия Кандинского, 2008. Лонг-лист.
- Гран-при (Grand-prix). Премия Правительства Москвы в номинации «События и повседневная жизнь» . Конкурс МДФ «Серебряная камера 2006».
- Премия Кандинского, 2006. Лонг-лист.
- Приз компании «PIO GLOBAL» в номинации «Лица», конкурс «Серебряная камера 2005».
- Стипендия Landeshauptstadt Dusseldorf Kulturamt. Октябрь-ноябрь 2005 г.
- Конкурс «Серебряная камера 2004». Специальный приз «Банка Москвы» «Новый взгляд на новый город».
- Москва в объективе «SONY». Приз зрительских симпатий. МДФ
- Конкурс «Серебряная камера 2005». Специальный приз компании «SONY».
- Стипендия Cite Internanionale des Arts. Paris.
- Поощрительная премия по итогам Пятого Международного месяца фотографии в Москве от Социально — культурного Фонда Hennessy, издание персонального каталога Первов Георгий. Человек в пространстве города" в рамках проекта «Новые имена в российской фотографии».
- Специальный приз конкурса «Серебряная камера 2003» от Московского Дома Фотографии.
- Специальный приз конкурса «Серебряная камера 2002» от Московского Дома Фотографии.
- Приз критики. 1е место с правом проведения персональной выставки в галерее «Спайдер и Маус». Выставка «Последнее поколение». 1999.

## Документальный фильм
- «Тоталреализм». 2011 г. 23 мин. Режиссёр Виталий Урусевский. Фильм был показан в программе VIII МБКФ «Лучезарный ангел» (2012)[4].